# 15e détachement frontalier mobile
Pour les articles homonymes, voir 15e brigade.
Le 15e détachement frontalier mobile, en ukrainien : 15-й мобільний прикордонний загін, est une brigade des garde-frontières ukrainiennes basée dans l'oblast de Donetsk et dépendant du commandement central.

## Historique
L'unité est créée après l'invasion russe de l'Ukraine en 2022, dans le cadre de l'opération de recrutement offensive guard elle est appelée : СТАЛЕВИЙ КОРДОН.

## Composition
Elle est équipée de véhicules blindés, d'armes antichars et antiaériennes, et elle est à l'entrainement. Le détachement a intégré des vétérans de la bataille d'Azovstal comme son commandant par exemple.

## Commandement
Colonel Valery Paditel, Héros de l'Ukraine.